# Walckenaeria meruensis
Walckenaeria meruensis là một loài nhện trong họ Linyphiidae.
Loài này thuộc chi Walckenaeria. Walckenaeria meruensis được Albert Tullgren miêu tả năm 1910.